# Begraafplaats van Warrem
De Begraafplaats van Warrem is een gemeentelijke begraafplaats in het dorp Warrem in het Franse Noorderdepartement. De begraafplaats ligt 260 m ten westen van het dorpscentrum (Onze-Lieve-Vrouw-Hemelvaartkerk) aan de weg naar Sint-Winoksbergen. De begraafplaats heeft de vorm van een driehoek met een afgeknotte top en wordt omsloten door een haag. De toegang bestaat uit een tweedelig traliehek tussen bakstenen zuilen.

## Britse oorlogsgraven
In de noordwestelijke hoek van de begraafplaats ligt een perk met Britse gesneuvelden uit de Tweede Wereldoorlog. In een uitspringend deel ervan staat het Cross of Sacrifice. Er liggen 87 slachtoffer waarvan er 49 konden geïdentificeerd worden. De meeste onder hen sneuvelden in mei en juni 1940 tijdens de gevechten die geleverd werden gedurende de terugtrekking van het Britse Expeditieleger naar Duinkerke. 
Er liggen 7 bemanningsleden van een Lancaster bommenwerper begraven. Zij sneuvelden op 24 juni 1944. 
Onder de geïdentificeerde doden zijn er 46 Britten, 2 Australiërs en 1 Nieuw-Zeelander. De graven worden onderhouden door de Commonwealth War Graves Commission en staan er geregistreerd onder Warhem Communal Cemetery.

## Onderscheiden militairen
- William Alexander Irwin, luitenant-piloot bij de Royal New Zealand Air Force en Reginald Wiseman Brown, squadron leader bij de Royal Air Force Volunteer Reserve werden onderscheiden met het Distinguished Flying Cross (DFC).